# 室戸市
室戸市（むろとし）は、高知県の東南部に位置する市。
四国で唯一1万人を切っている市である。

## 概要

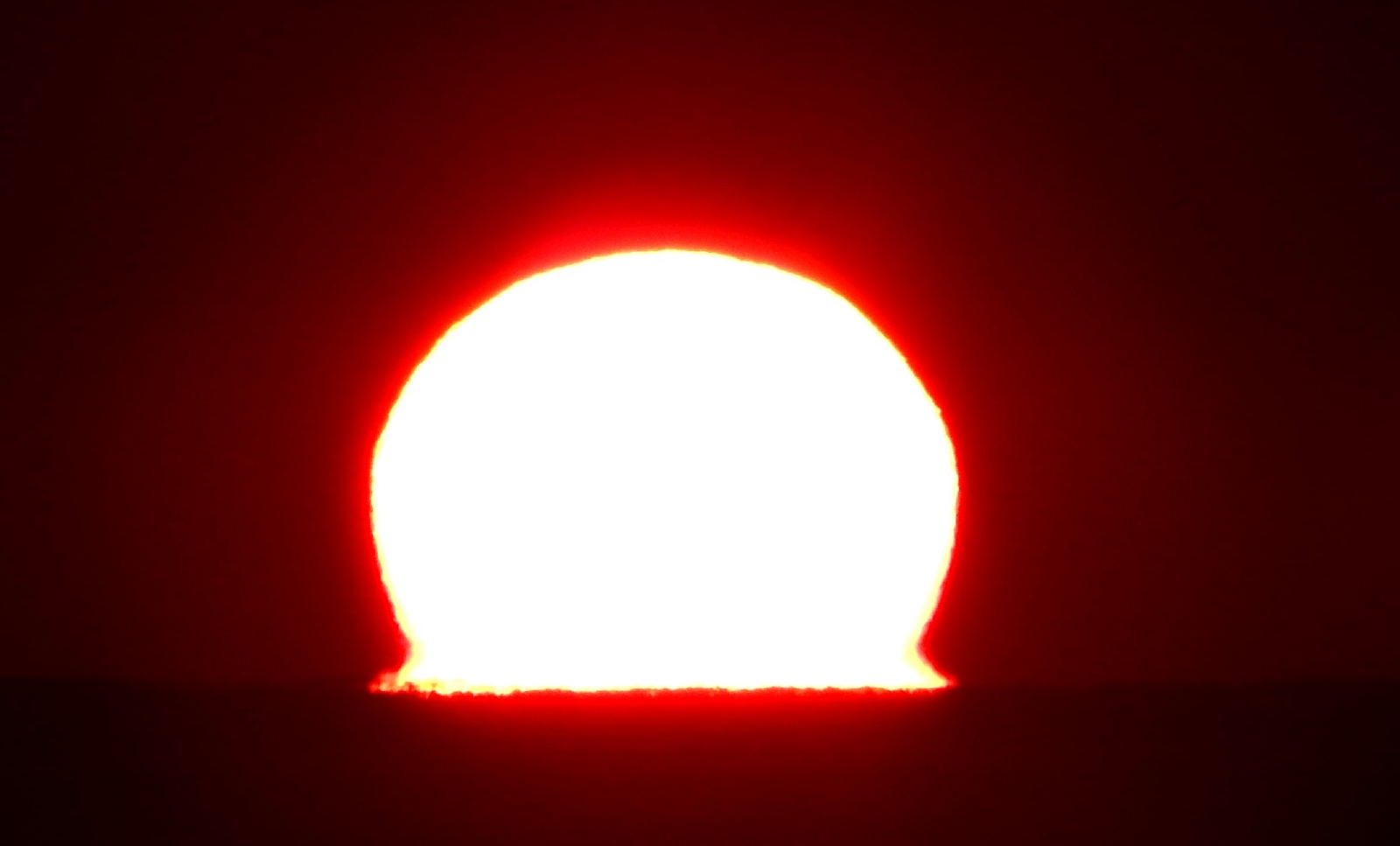
室戸岬の日の入り

太平洋に突き出した室戸半島のほぼ全域を占め、半島の最南端に室戸岬がある。水産業を基幹産業とし、ホエールウォッチング、土佐備長炭や海洋深層水の生産でも知られる。夏から秋にかけては台風の通過が多く、枕崎市（鹿児島県）、串本町（和歌山県東牟婁郡：潮岬）などと並ぶ台風銀座の一つである。
基幹産業である水産業の衰退などにより過疎化・高齢化が進行しており、65歳以上が人口比の50%以上を占める限界自治体の一つ。
2025年4月1日現在の推計人口は全国の市の中で5番目に少なく、四国4県の中で最も人口が少ない市であるほか北海道以外の市の中で最も人口が少ない市とされている。ただ2024年1月1日能登半島地震 の影響で住民票を移動させない転出者が続出した石川県珠洲市が2024年11月時点で約7,900人しかいないという調査もあり、北海道以外では実質2番目に人口が少ない市と考えられている。

更には人口減少も重なり、2025年8月1日の統計では四国で初の1万人を切る市となった。

## 地理

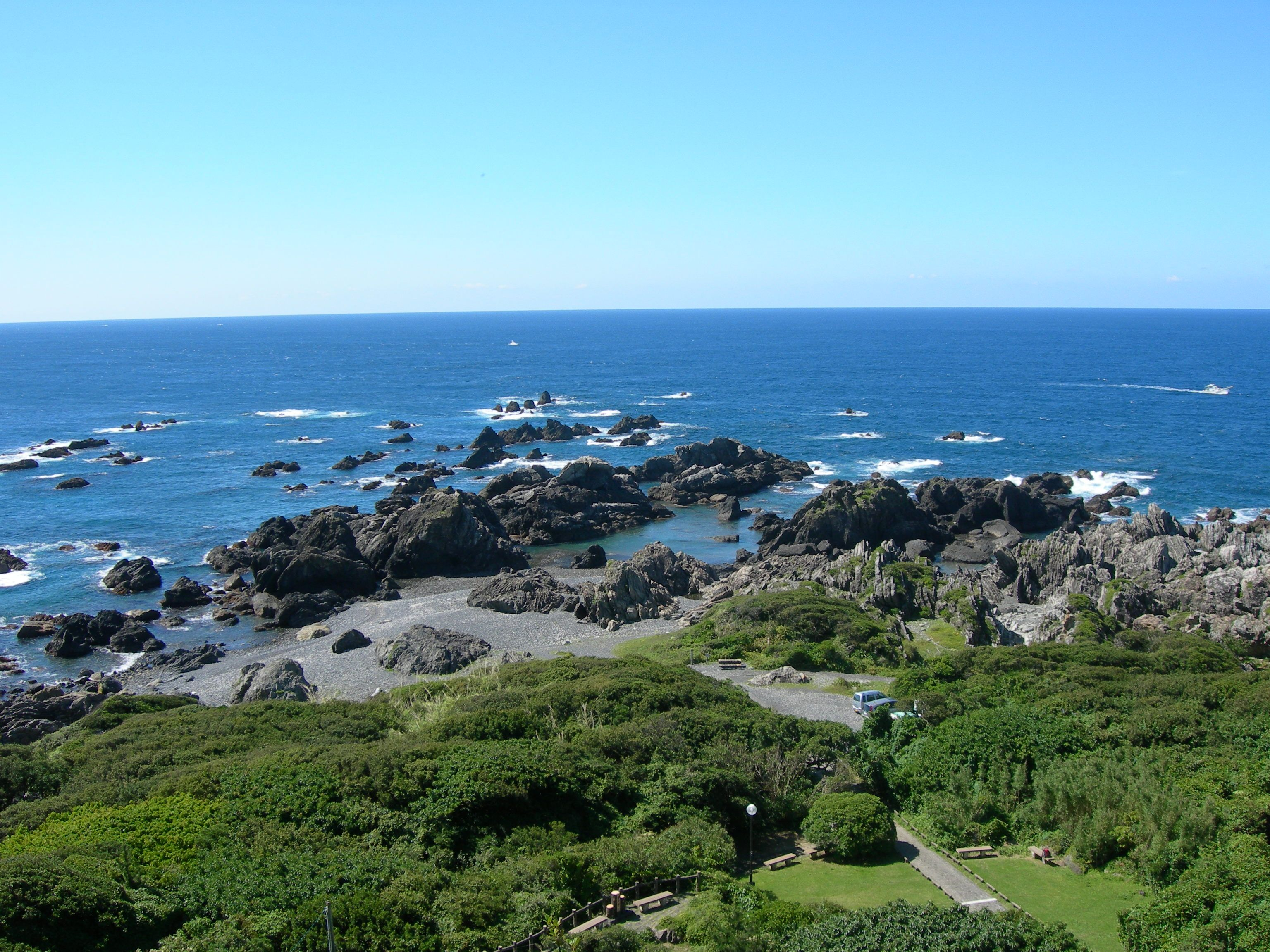
室戸岬

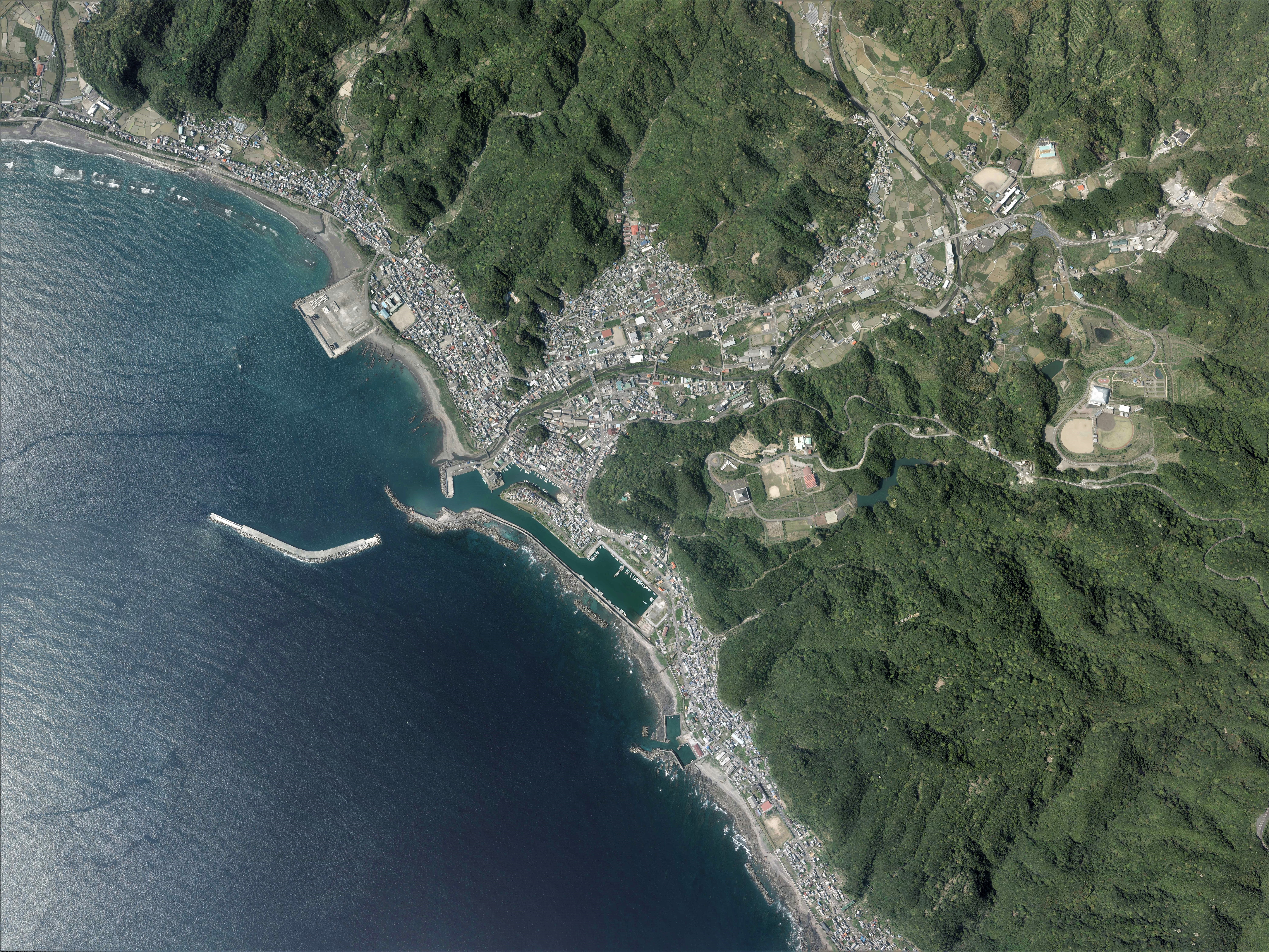
室戸市中心部周辺の空中写真。
2017年4月30日撮影の6枚を合成作成。。

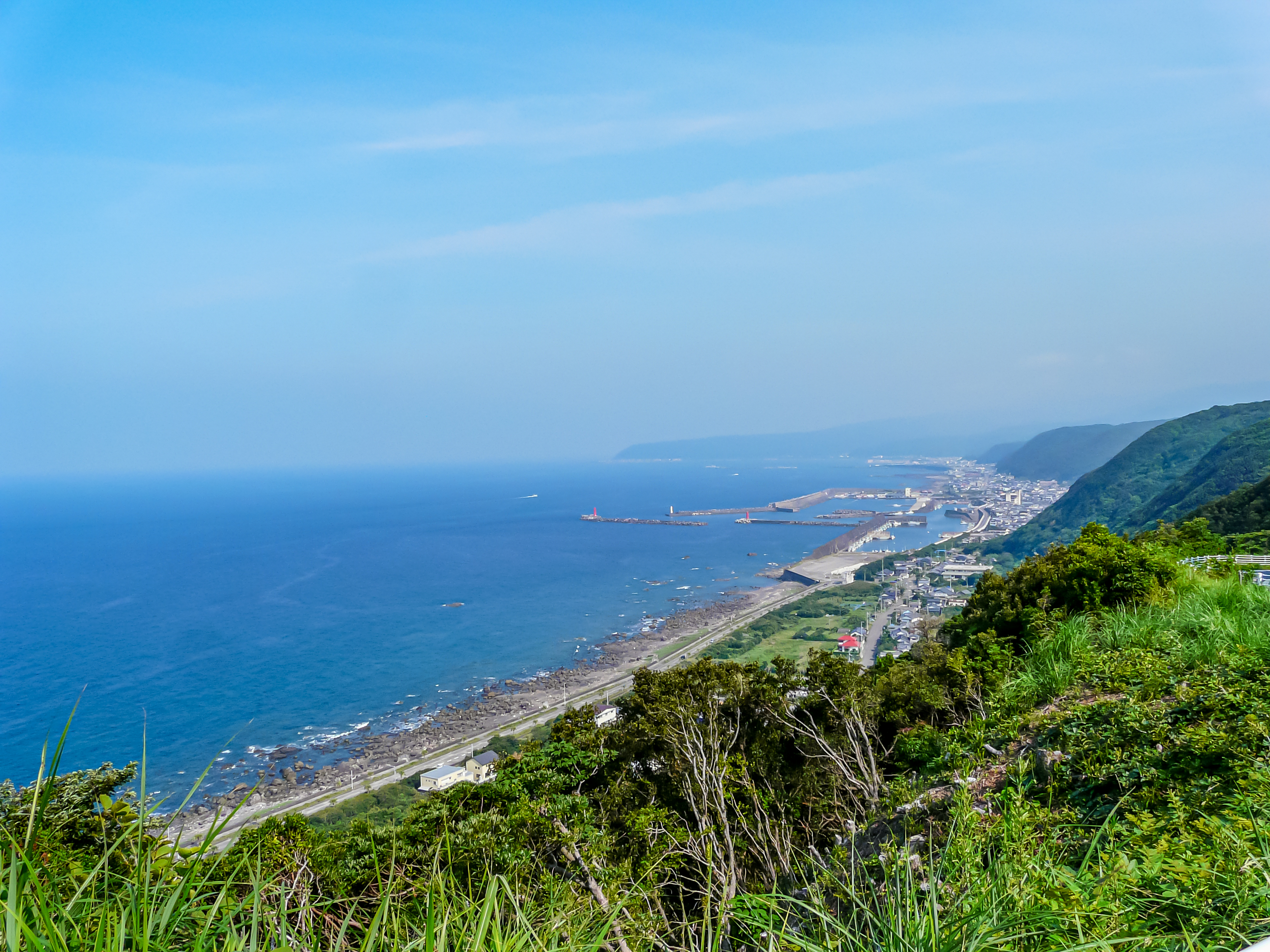
室戸スカイラインから望む室戸市街

室戸半島には室戸半島山地や野根山山地などの山地が分布しており、佐喜浜川、室津川、奈半利川などの下流部には山地に食い込む形で谷底平野等が広がっている。
室戸ユネスコ世界ジオパークがあり、室戸市全域にある22のジオサイトで構成されている。室戸岬の突端近くには海食洞の御厨人窟（みくろど）と神明窟（しんめいくつ）があり、「御蔵洞（みくらど）」と総称されることもある。「御厨人窟の波音」は日本の音風景100選にも選ばれている。

### 地形

#### 山地
主な山
- 野根山 (983m)
- 小坂山 (748m)
- 大角山 (703m)

#### 河川
主な河川
- 室津川
- 佐喜浜川
- 羽根川

#### 海岸
今後発生が予見されている南海トラフ巨大地震の際には、市内の海岸に最大12mの津波が到達することが予想されている。
主な岬
- 室戸岬
- 羽根岬
- 行当岬

### 人口
| |                                        |  |
| 室戸市と全国の年齢別人口分布（2005年） | 室戸市の年齢・男女別人口分布（2005年） |  |
| ■紫色 ― 室戸市 ■緑色 ― 日本全国 | ■青色 ― 男性 ■赤色 ― 女性              |  |
| 室戸市（に相当する地域）の人口の推移 \| 1970年（昭和45年） \| 27,445人 \| \| \| 1975年（昭和50年） \| 26,660人 \| \| \| 1980年（昭和55年） \| 26,086人 \| \| \| 1985年（昭和60年） \| 25,309人 \| \| \| 1990年（平成2年） \| 23,308人 \| \| \| 1995年（平成7年） \| 21,430人 \| \| \| 2000年（平成12年） \| 19,472人 \| \| \| 2005年（平成17年） \| 17,490人 \| \| \| 2010年（平成22年） \| 15,210人 \| \| \| 2015年（平成27年） \| 13,524人 \| \| \| 2020年（令和2年） \| 11,742人 \| \| |                                        |  |
| 総務省統計局 国勢調査より |                                        |  |
| 1970年（昭和45年） | 27,445人                               |  |
| 1975年（昭和50年） | 26,660人                               |  |
| 1980年（昭和55年） | 26,086人                               |  |
| 1985年（昭和60年） | 25,309人                               |  |
| 1990年（平成2年） | 23,308人                               |  |
| 1995年（平成7年） | 21,430人                               |  |
| 2000年（平成12年） | 19,472人                               |  |
| 2005年（平成17年） | 17,490人                               |  |
| 2010年（平成22年） | 15,210人                               |  |
| 2015年（平成27年） | 13,524人                               |  |
| 2020年（令和2年） | 11,742人                               |  |

### 隣接している自治体
高知県
- 安芸郡
- 安芸郡東洋町
- 安芸郡奈半利町
- 安芸郡北川村

### 気候
| 室戸岬特別地域気象観測所（室戸市室戸岬町、標高185m）の気候 | 室戸岬特別地域気象観測所（室戸市室戸岬町、標高185m）の気候 | 室戸岬特別地域気象観測所（室戸市室戸岬町、標高185m）の気候 | 室戸岬特別地域気象観測所（室戸市室戸岬町、標高185m）の気候 | 室戸岬特別地域気象観測所（室戸市室戸岬町、標高185m）の気候 | 室戸岬特別地域気象観測所（室戸市室戸岬町、標高185m）の気候 | 室戸岬特別地域気象観測所（室戸市室戸岬町、標高185m）の気候 | 室戸岬特別地域気象観測所（室戸市室戸岬町、標高185m）の気候 | 室戸岬特別地域気象観測所（室戸市室戸岬町、標高185m）の気候 | 室戸岬特別地域気象観測所（室戸市室戸岬町、標高185m）の気候 | 室戸岬特別地域気象観測所（室戸市室戸岬町、標高185m）の気候 | 室戸岬特別地域気象観測所（室戸市室戸岬町、標高185m）の気候 | 室戸岬特別地域気象観測所（室戸市室戸岬町、標高185m）の気候 | 室戸岬特別地域気象観測所（室戸市室戸岬町、標高185m）の気候 |
| 月                                                         | 1月                                                        | 2月                                                        | 3月                                                        | 4月                                                        | 5月                                                        | 6月                                                        | 7月                                                        | 8月                                                        | 9月                                                        | 10月                                                       | 11月                                                       | 12月                                                       | 年                                                         |
| ---------------------------------------------------------- | ---------------------------------------------------------- | ---------------------------------------------------------- | ---------------------------------------------------------- | ---------------------------------------------------------- | ---------------------------------------------------------- | ---------------------------------------------------------- | ---------------------------------------------------------- | ---------------------------------------------------------- | ---------------------------------------------------------- | ---------------------------------------------------------- | ---------------------------------------------------------- | ---------------------------------------------------------- | ---------------------------------------------------------- |
| 最高気温記録 °C （°F）                                     | 20.8 (69.4)                                                | 21.1 (70)                                                  | 22.9 (73.2)                                                | 25.8 (78.4)                                                | 28.2 (82.8)                                                | 30.1 (86.2)                                                | 35.0 (95)                                                  | 34.5 (94.1)                                                | 32.9 (91.2)                                                | 29.5 (85.1)                                                | 26.4 (79.5)                                                | 22.0 (71.6)                                                | 35.0 (95)                                                  |
| 平均最高気温 °C （°F）                                     | 10.6 (51.1)                                                | 11.4 (52.5)                                                | 14.3 (57.7)                                                | 18.2 (64.8)                                                | 21.7 (71.1)                                                | 23.9 (75)                                                  | 27.6 (81.7)                                                | 29.0 (84.2)                                                | 26.5 (79.7)                                                | 22.2 (72)                                                  | 17.7 (63.9)                                                | 13.0 (55.4)                                                | 19.7 (67.5)                                                |
| 日平均気温 °C （°F）                                       | 7.7 (45.9)                                                 | 8.2 (46.8)                                                 | 11.0 (51.8)                                                | 15.2 (59.4)                                                | 18.8 (65.8)                                                | 21.5 (70.7)                                                | 25.0 (77)                                                  | 26.3 (79.3)                                                | 24.0 (75.2)                                                | 19.8 (67.6)                                                | 15.1 (59.2)                                                | 10.2 (50.4)                                                | 16.9 (62.4)                                                |
| 平均最低気温 °C （°F）                                     | 5.1 (41.2)                                                 | 5.4 (41.7)                                                 | 8.1 (46.6)                                                 | 12.5 (54.5)                                                | 16.5 (61.7)                                                | 19.6 (67.3)                                                | 23.2 (73.8)                                                | 24.4 (75.9)                                                | 22.0 (71.6)                                                | 17.6 (63.7)                                                | 12.7 (54.9)                                                | 7.7 (45.9)                                                 | 14.6 (58.3)                                                |
| 最低気温記録 °C （°F）                                     | −5.4 (22.3)                                                | −6.6 (20.1)                                                | −3.5 (25.7)                                                | 2.2 (36)                                                   | 7.1 (44.8)                                                 | 12.6 (54.7)                                                | 16.5 (61.7)                                                | 17.9 (64.2)                                                | 14.4 (57.9)                                                | 6.8 (44.2)                                                 | 1.8 (35.2)                                                 | −2.1 (28.2)                                                | −6.6 (20.1)                                                |
| 降水量 mm （inch）                                         | 89.5 (3.524)                                               | 113.8 (4.48)                                               | 177.4 (6.984)                                              | 203.2 (8)                                                  | 240.6 (9.472)                                              | 330.8 (13.024)                                             | 267.9 (10.547)                                             | 210.2 (8.276)                                              | 322.3 (12.689)                                             | 251.8 (9.913)                                              | 164.3 (6.469)                                              | 93.3 (3.673)                                               | 2,465 (97.047)                                             |
| 平均降水日数 （≥0.5 mm）                                   | 7.2                                                        | 8.4                                                        | 11.5                                                       | 10.9                                                       | 11.8                                                       | 15.3                                                       | 12.3                                                       | 12.0                                                       | 13.2                                                       | 10.8                                                       | 8.7                                                        | 6.7                                                        | 128.9                                                      |
| % 湿度                                                     | 61                                                         | 63                                                         | 67                                                         | 71                                                         | 78                                                         | 87                                                         | 89                                                         | 86                                                         | 80                                                         | 72                                                         | 68                                                         | 63                                                         | 74                                                         |
| 平均月間日照時間                                           | 179.0                                                      | 172.1                                                      | 194.7                                                      | 199.7                                                      | 196.1                                                      | 132.3                                                      | 177.8                                                      | 227.9                                                      | 171.2                                                      | 178.5                                                      | 169.3                                                      | 180.4                                                      | 2,178.9                                                    |
| 出典：気象庁 (平均値：1991年-2020年、極値：1920年-現在)    |                                                            |                                                            |                                                            |                                                            |                                                            |                                                            |                                                            |                                                            |                                                            |                                                            |                                                            |                                                            |                                                            |

## 歴史

### 沿革

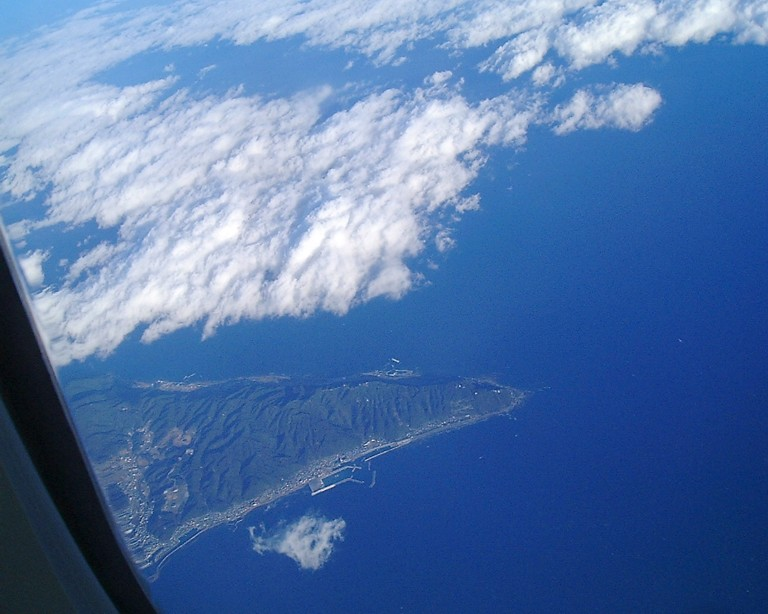
室戸岬

- 1934年（昭和9年）9月20日 - 室戸台風が通過、伊勢湾台風、枕崎台風につぐ史上3位の死者・行方不明者3,036人（全国）の惨事となる。暴風雨と波浪により、岬から西側の海岸付近の集落の家々は軒並み倒壊、流出した[9]。
- 1959年（昭和34年）3月1日 - 安芸郡室戸町・室戸岬町・吉良川町・佐喜浜町・羽根村が合併して室戸市が発足。
- 1961年（昭和36年）9月16日 - 第2室戸台風が通過し、室戸岬測候所では日本気象観測史上2位となる最大瞬間風速84.5m/sを記録。
- 1971年（昭和46年）9月11日 - 集中豪雨により市内の中小河川が氾濫。死者1人、民家の全半壊17戸、浸水625戸[10]。
- 1994年（平成6年）12月4日 - 室戸市議会議員補欠選挙において当選枠1人に対して2人が立候補し、1位当選候補は2851票で2位落選候補は1167票だったが、無効票が4216票（無効投票率は52.20%）となった[11][12]。贈収賄事件で市長と市議が逮捕されて辞職したことに伴って市長選と同時に行われたが、補選候補が同じ地区から出ており、他地区の有権者の関心が薄かったためと分析された[11][13]。なお、市議補選の無効票は3057票は白票で、残りは市議補選候補でない市長選候補の名前を書いたもの等であった[11][12]。

## 政治

### 行政
- 市長: 植田壮一郎（2018年（平成30年）12月4日就任、2期目）
  - 2022年11月20日の市長選で元東洋町長の新人を破り再選[14]。
- 議会: 定数12[15]

## 施設

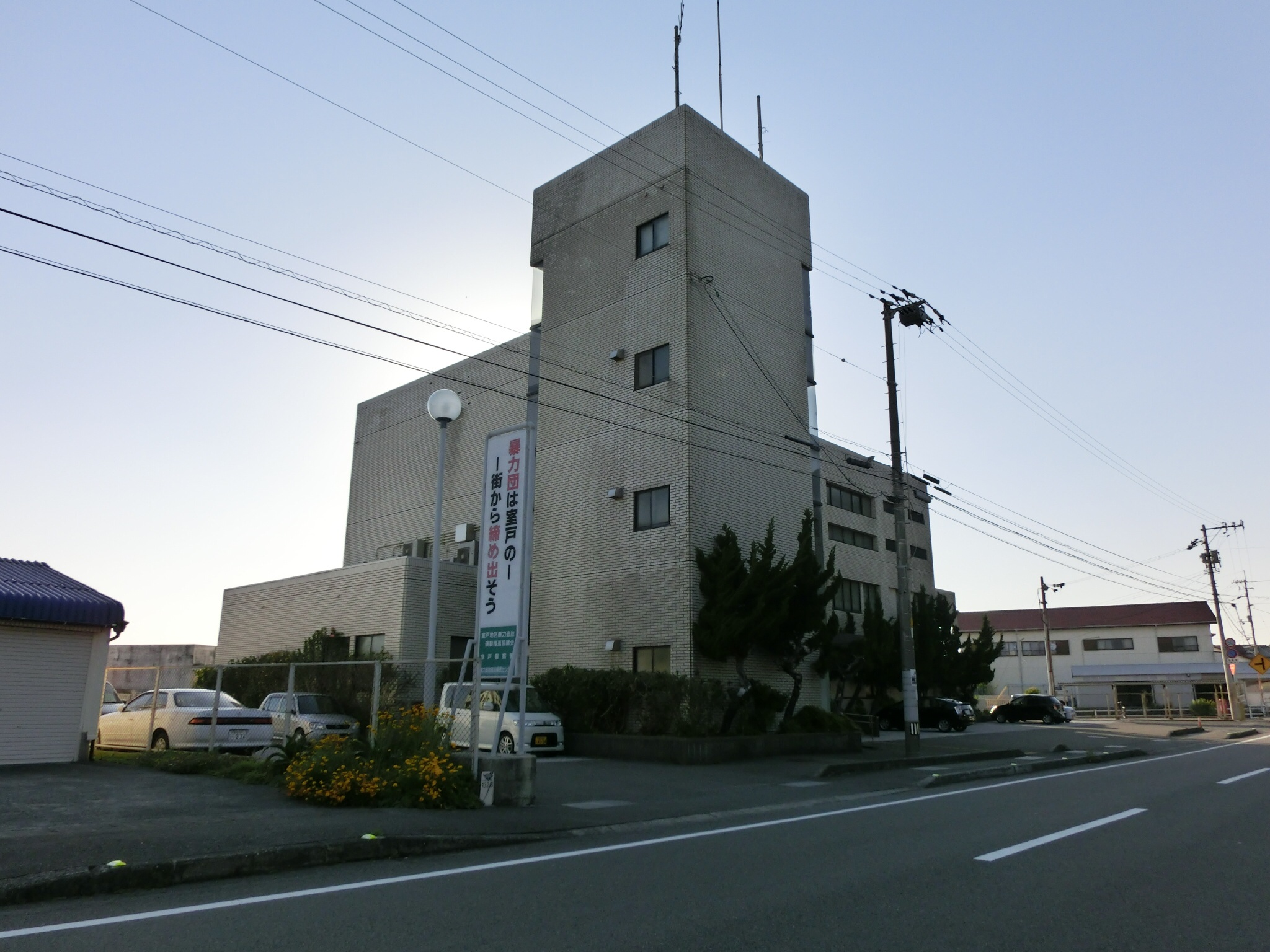
室戸警察署

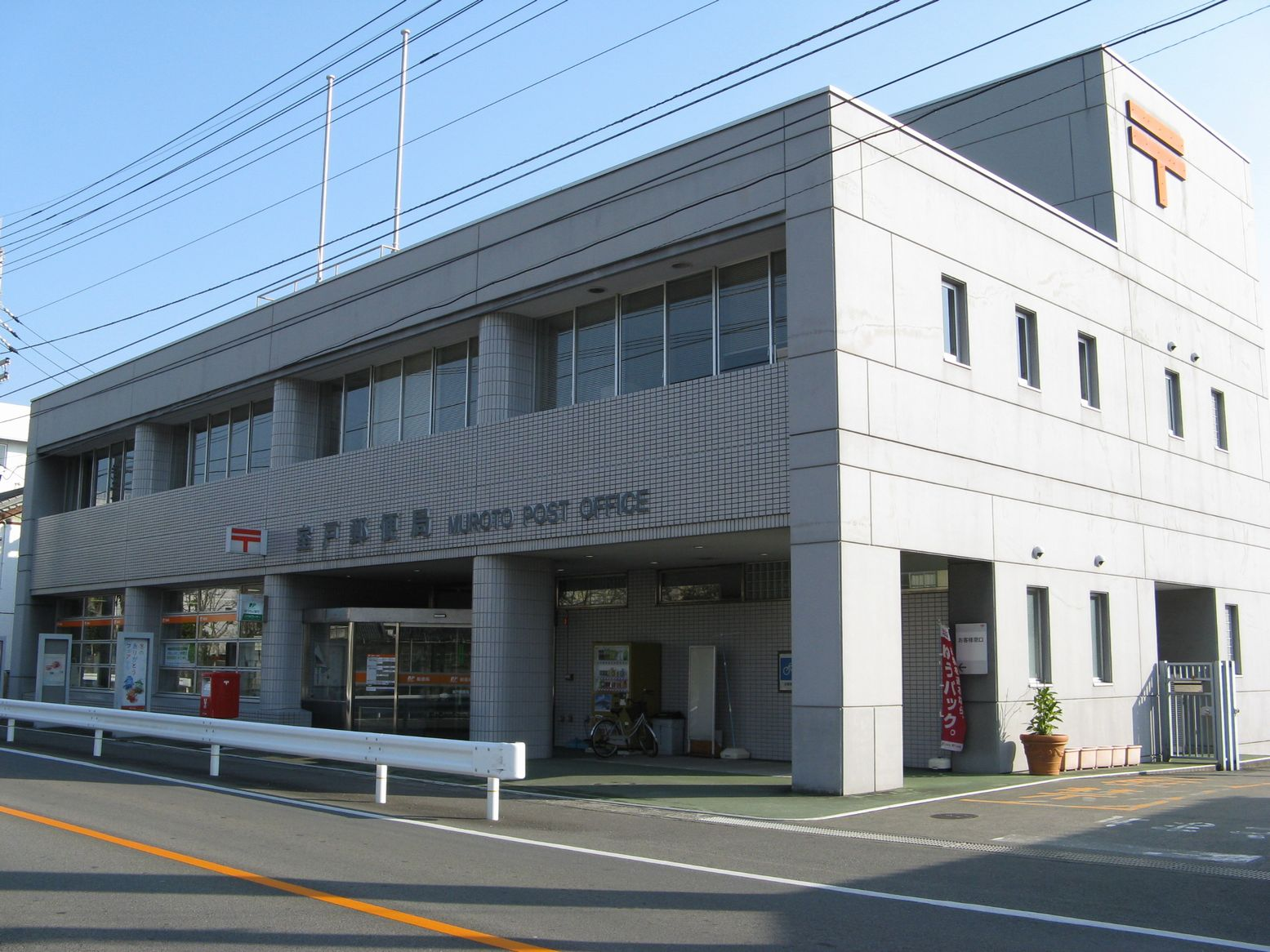
室戸郵便局

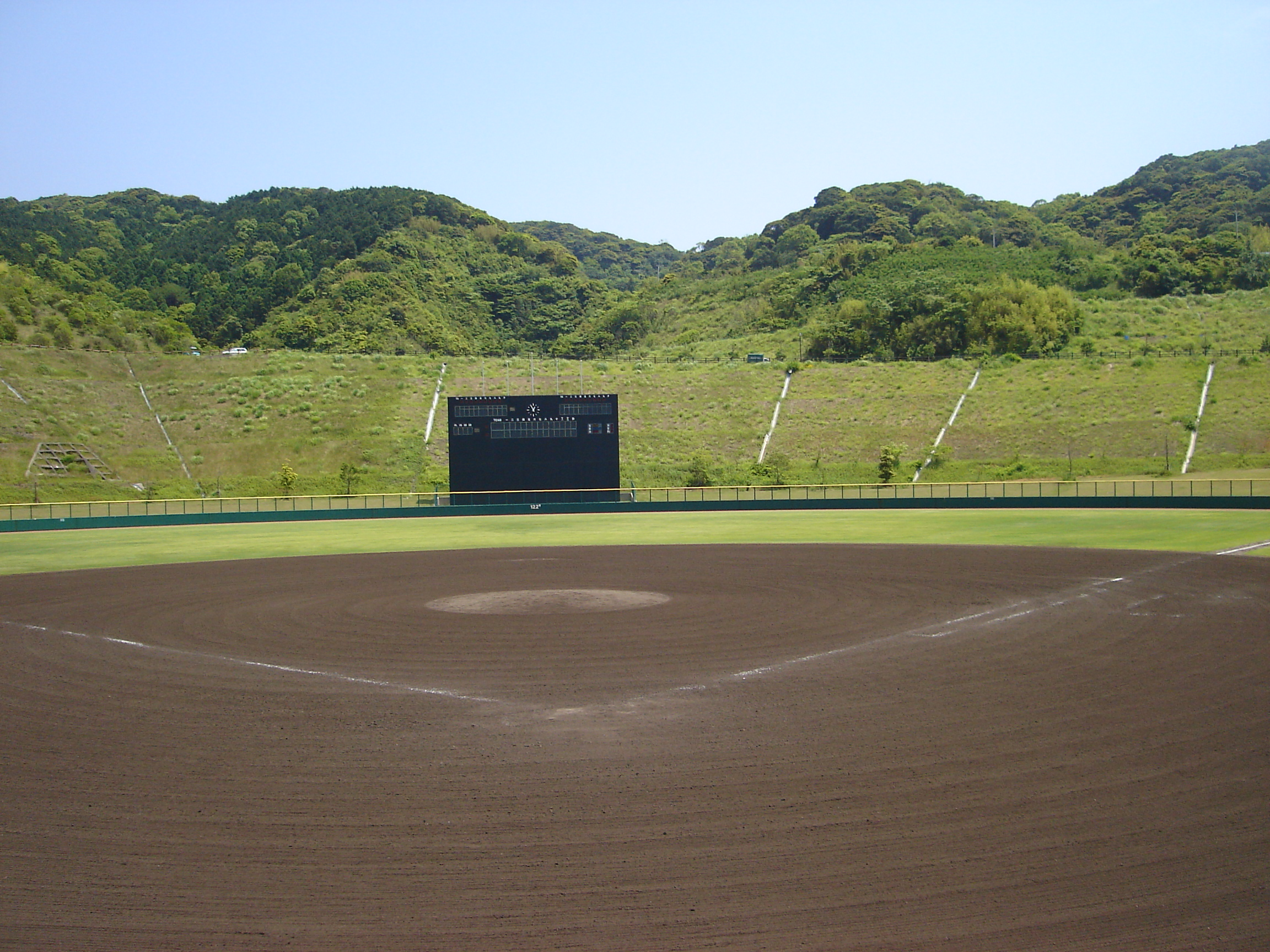
室戸マリンスタジアム

### 警察
- 高知県室戸警察署
  - 佐喜浜駐在所
  - 吉良川駐在所
  - 羽根駐在所

### 消防
- 室戸市消防本部・室戸市消防署

### 医療
主な病院
- 室戸中央病院
- 室戸病院

### 郵便局
主な郵便局
- 吉良川郵便局
- 羽根郵便局
- 室戸郵便局
- 室戸岬郵便局

### 運動
- 高知県立室戸体育館
- 室戸広域公園野球場（室戸マリンスタジアム）- 高知ファイティングドッグスの本拠地の1つ。
- 室戸勤労者体育センター

### 図書館
- 室戸市立市民図書館

## 経済

### 産業
- 主な産業: 水産業

### 特産品
- ビワ
- ヤマモモ
- 土佐文旦
- 早生栗
- 海洋深層水
- 土佐備長炭 - 土佐備長炭発祥の地である[16]。土佐備長炭の約5割が市内で生産される[17]。

### 電力
- 高知室戸メガソーラー発電所

### 商業
主な商業施設
- コーナン室戸店
- コメリ室戸店
- サンシャイン室戸

## 姉妹都市・提携都市

### 海外
姉妹都市
- ポートリンカーン（オーストラリア連邦 南オーストラリア州）
  - 1991年（平成3年）3月27日 姉妹都市提携。

## 教育
市独自の奨学金制度として「室戸市奨学資金貸与条例」が定められている。なお、奨学金は返還義務がともなう。

### 高等学校
県立
- 高知県立室戸高等学校

### 中学校
市立
- 室戸市立佐喜浜中学校
- 室戸市立室戸中学校（2010年室戸岬中学校を、2011年室戸東中学校を統合）
- 室戸市立吉良川中学校
- 室戸市立羽根中学校

### 小学校
市立
- 室戸市立佐喜浜小学校
- 室戸市立室戸小学校
- 室戸市立吉良川小学校
- 室戸市立羽根小学校

## 交通

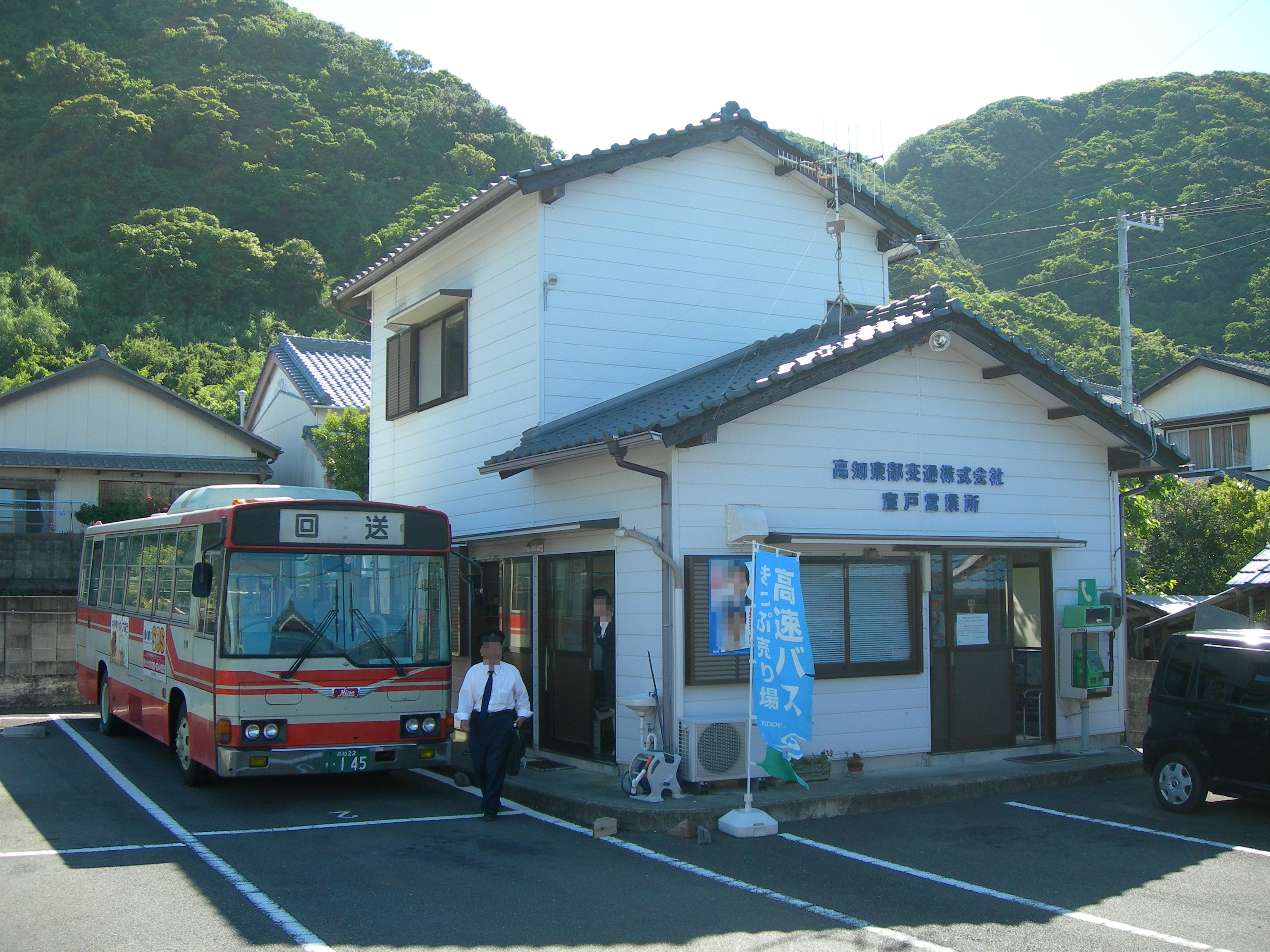
高知東部交通室戸営業所

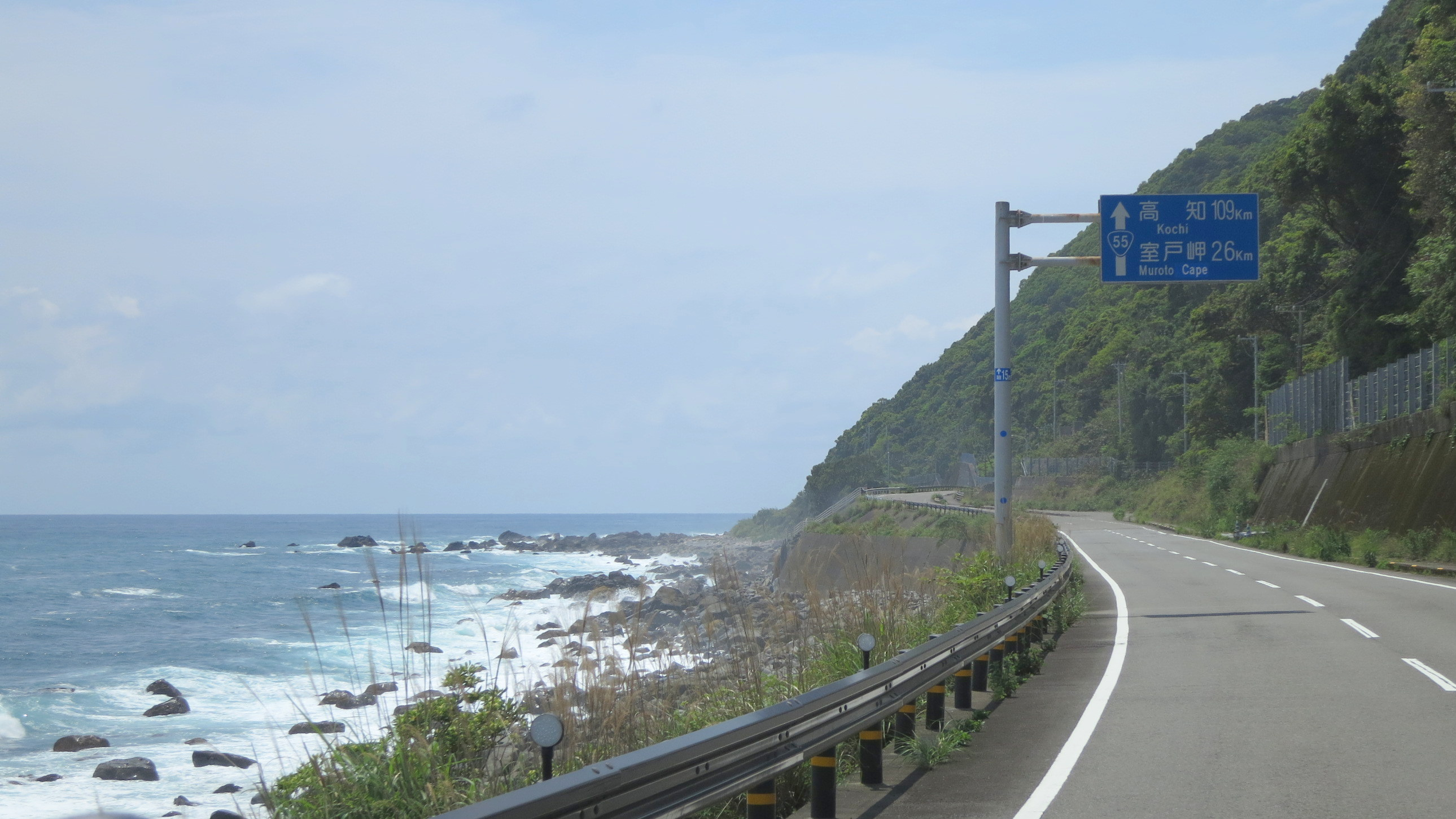
国道55号線

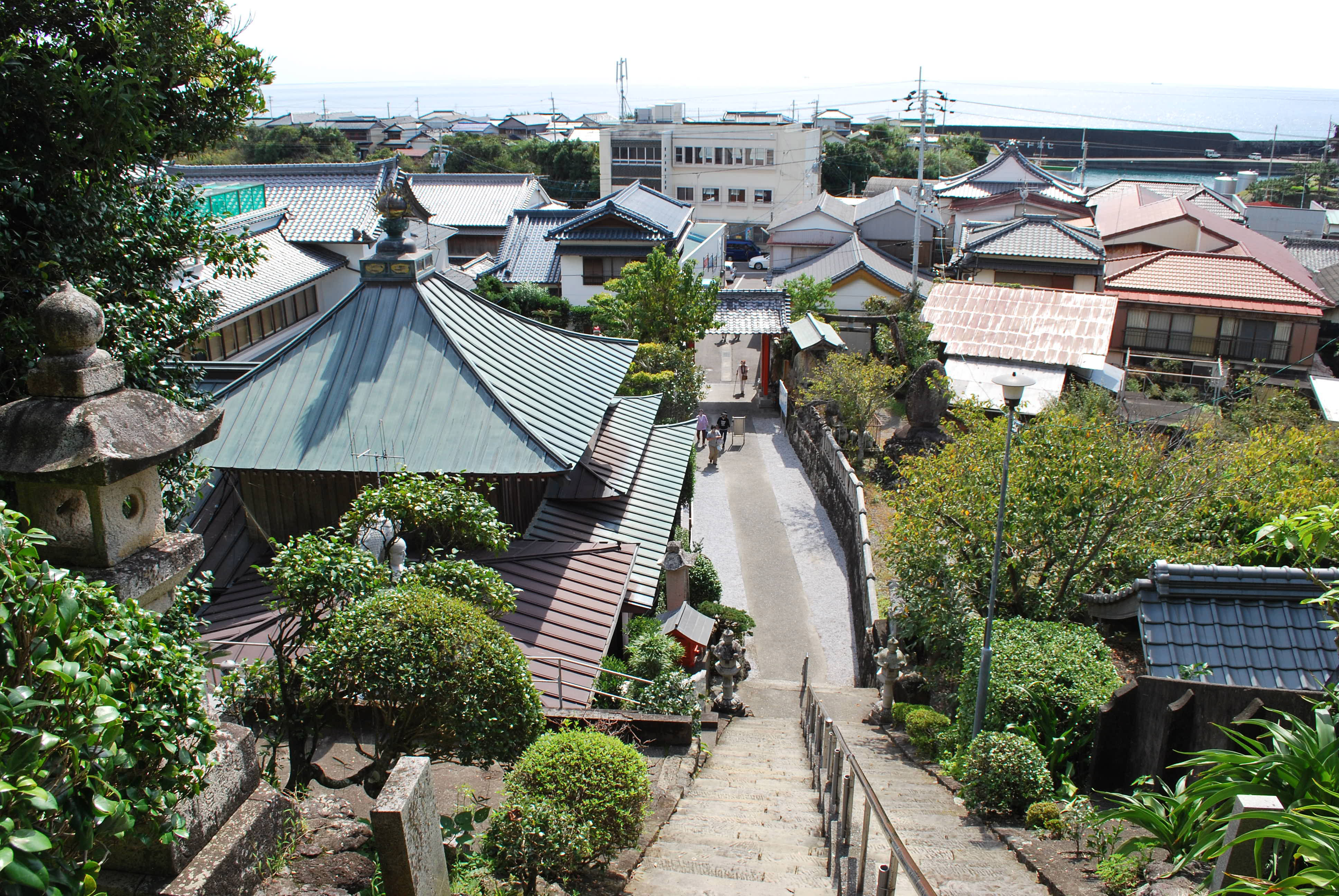
津照寺から眺める室戸市中心部・室津の街並み

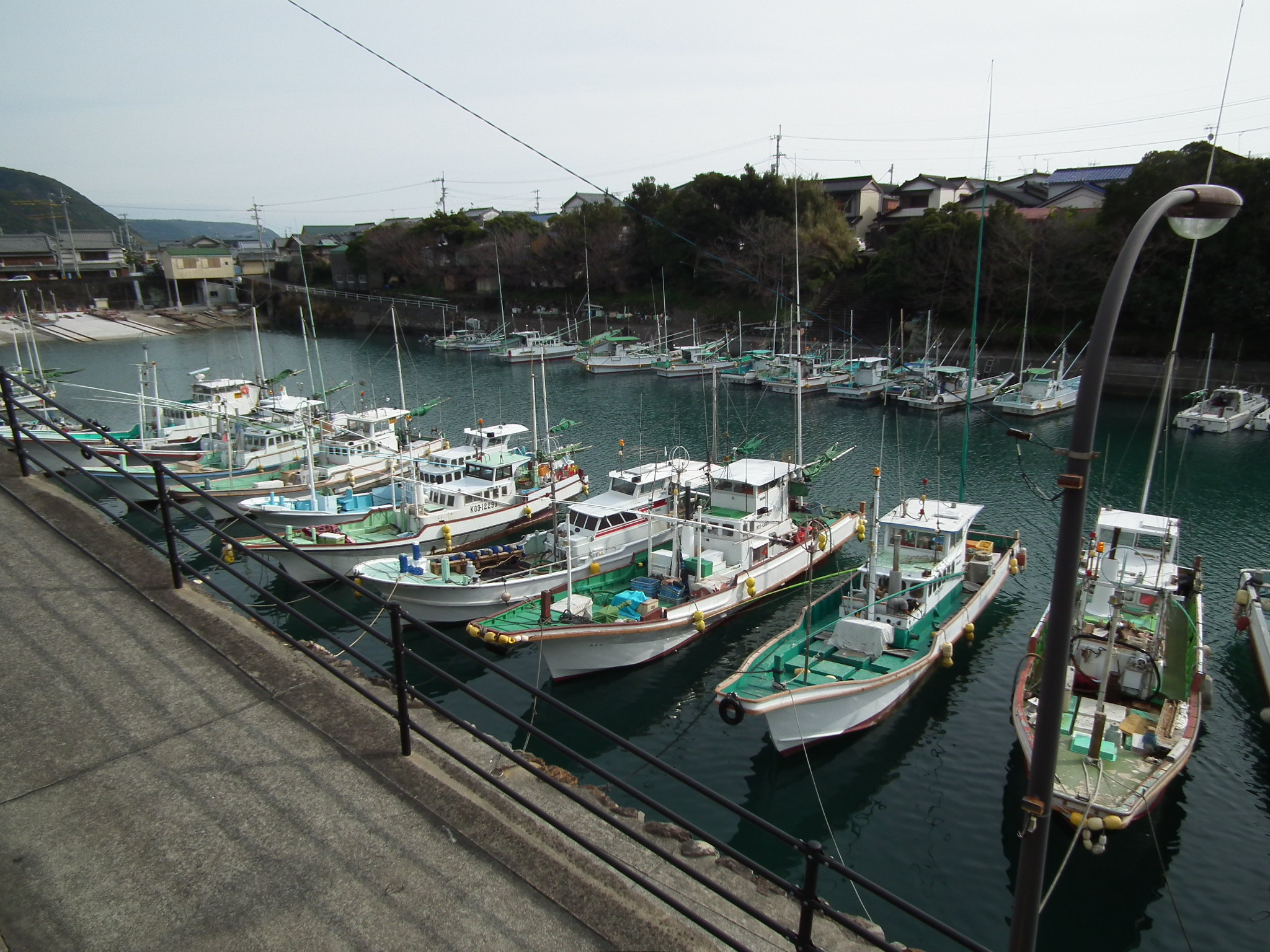
室津港

### 鉄道
市内に鉄道路線は通っていない。『JTB時刻表』には室戸バス停が中心駅として記載されている。
阿佐海岸鉄道阿佐東線で運行されているデュアル・モード・ビークル（DMV）のうち、土休日の1往復のみが室戸市まで乗り入れてくるが、市内ではバスとして道路を走行する。
過去には阿佐線の計画が存在したが、市内の区間は着工されないまま未成線となった。

### バス
路線バス
- 高知東部交通
  - 三津坂トンネル・室戸世界ジオパークセンター・甲浦岸壁方面
  - 室戸岬・室戸世界ジオパークセンター方面
  - 奈半利駅・安田・安芸駅・安芸営業所方面

都市間バス（高速バス）
- 徳島バス
  - 神戸（高速舞子）・大阪（ハービスOSAKA・なんば高速バスターミナル）方面

（※昼行便・1日1往復のみ。室戸市役所から約3.5km離れた海の駅とろむ発着） 
廃止路線
高知龍馬空港・高知駅方面への直通便は2007年（平成19年）3月をもって、大阪方面への夜行高速バスは2008年（平成20年）5月をもって廃止されている。

### 道路
国道
- 市内を走る一般国道: 国道55号

道の駅
- キラメッセ室戸

### 港湾
漁港
- 第3種漁港
  - 室戸岬漁港
- 第2種漁港
  - 椎名漁港
  - 三津漁港
- 第1種漁港
  - 高岡漁港
  - 行当漁港（ぎょうどぎょこう）

避難港
- 室津港

海の駅
- 海の駅とろむ（2021年3月末閉店）

## 観光

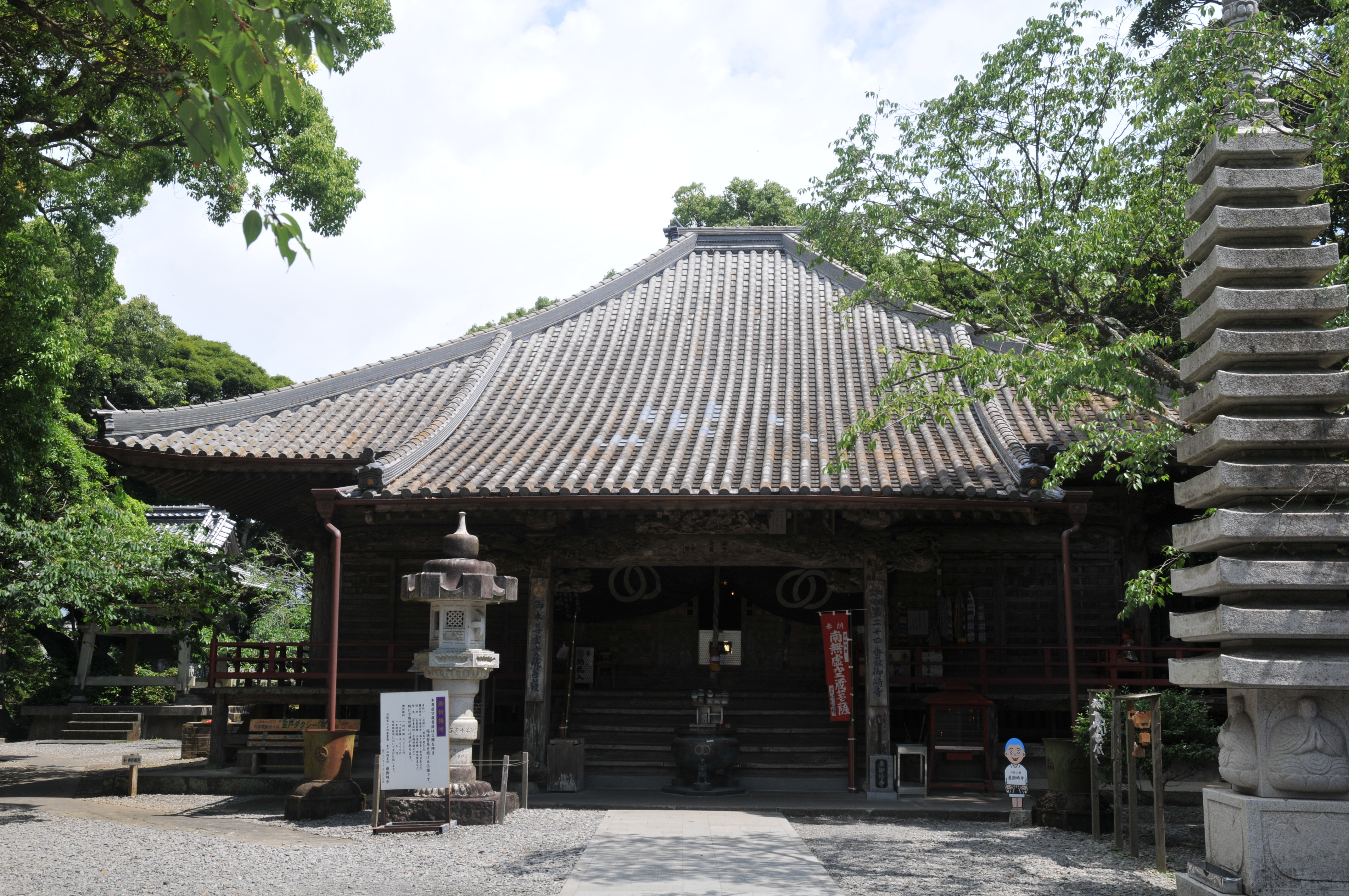
最御崎寺

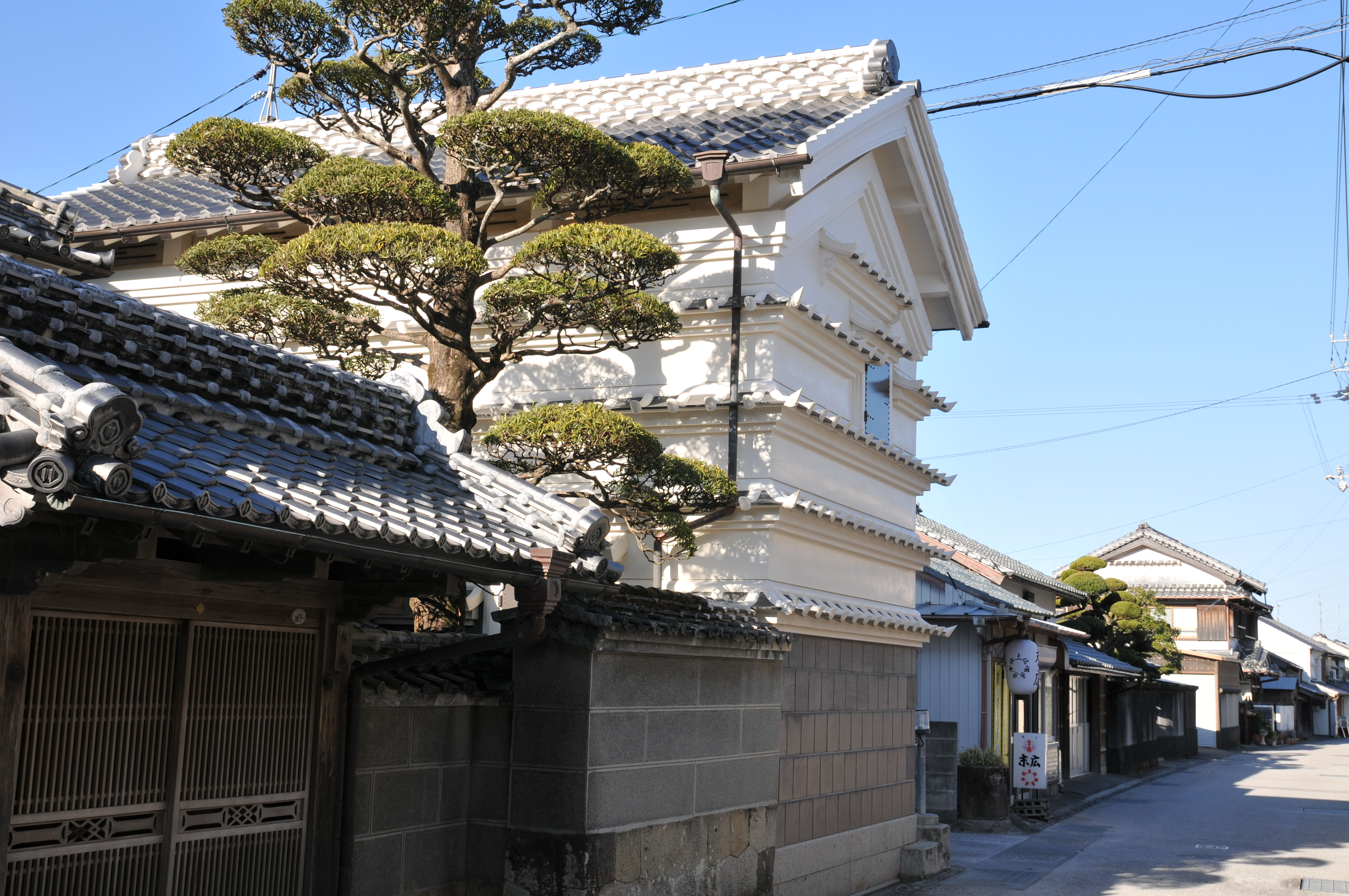
吉良川町重要伝統的建造物群保存地区・松本邸

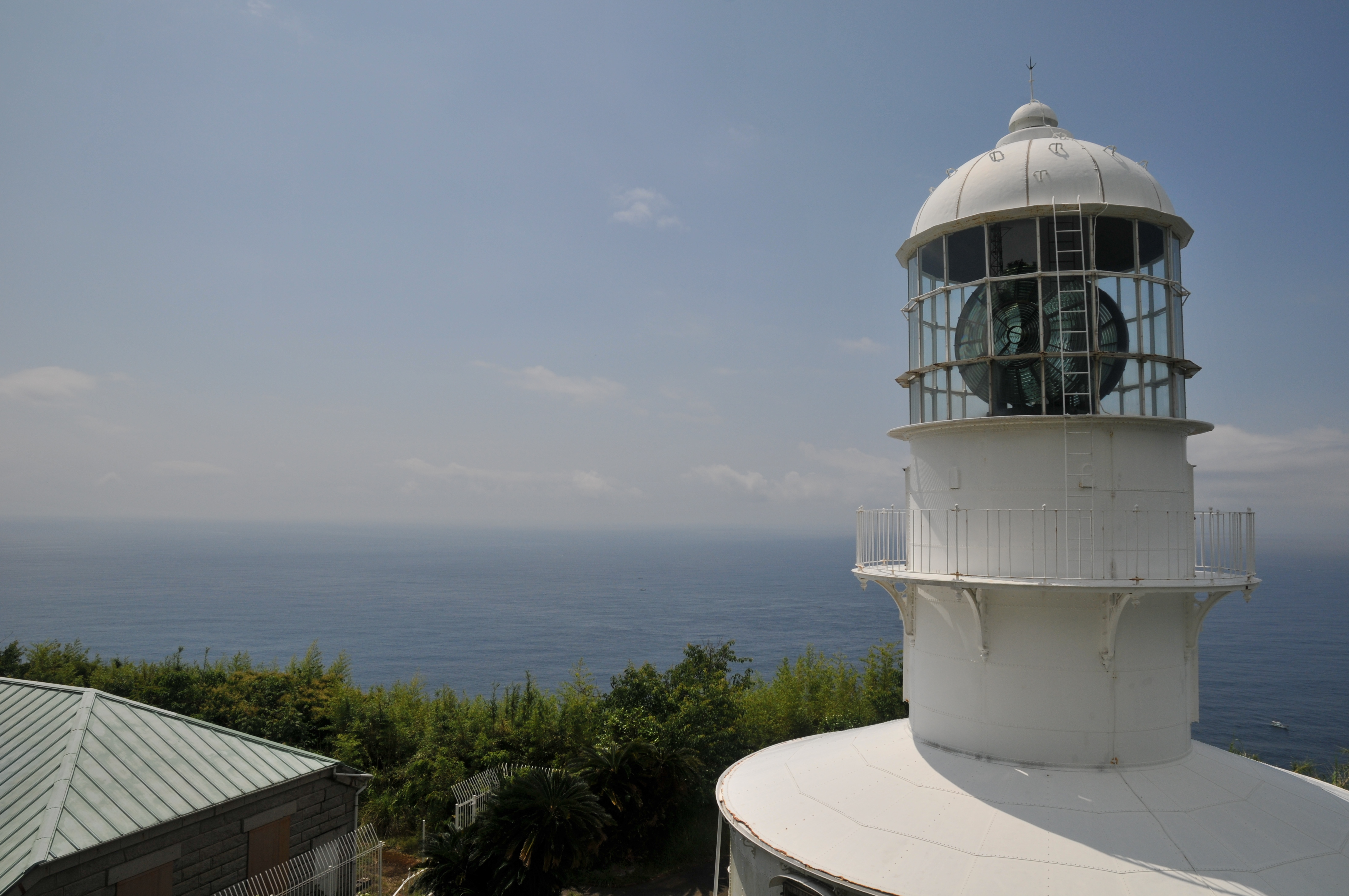
室戸岬灯台

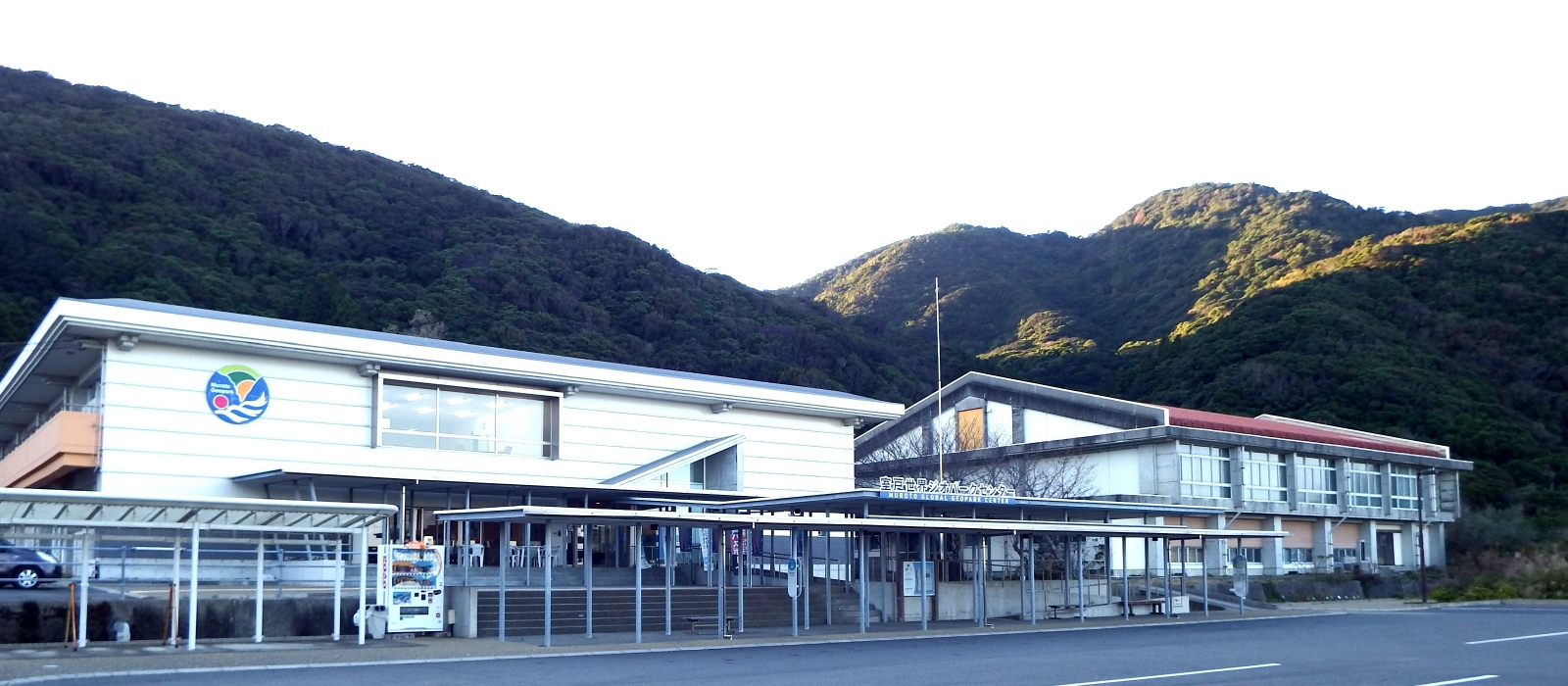
室戸世界ジオパークセンター

### 名所・旧跡
主な寺院
- 室戸山最御崎寺（東寺）：四国八十八箇所第24番札所
- 宝珠山津照寺（津寺）　：四国八十八箇所第25番札所
- 龍頭山金剛頂寺（西寺）：四国八十八箇所第26番札所
- 仏海庵

主な神社
- 一木神社
- 御田八幡宮
- 佐喜浜八幡宮
- 御厨人窟

### 観光スポット
- 室戸岬
  - 中岡慎太郎像
  - 室戸岬灯台
  - 青年大師像
  - 夫婦岩
- 室戸スカイライン
- 吉良川の町並み（吉良川町は国の重要伝統的建造物群保存地区として選定）
- 室戸ジオパーク
- ホエールウォッチング（春先にマッコウクジラやコビレゴンドウ、イルカ類が見られる。詳しくは土佐湾を参照）
- 海の駅とろむ（上記都市間バス（高速バス）の起終点）
- むろと廃校水族館

#### 集落活動センター
- 椎名集落活動センターたのしいな[18]
- 日南・大平集落活動センターひなたぼっこ

## 文化

### 祭事･催事
- 吉良川の御田祭：隔年（奇数年）の5月3日に催行、日本三大奇祭・国の重要無形民俗文化財に指定されている[19]
- 御田八幡宮秋祭（神祭）：毎年秋開催、国の「記録作成等の措置を講ずべき無形の民俗文化財」（選択無形民俗文化財）に選択されている[20]
- 佐喜浜八幡宮大祭：毎年10月9日・10日
- シットロト踊り：旧暦6月10日開催、県の無形民俗文化財に指定されている[21]
- 義長神社の大祭：国の「記録作成等の措置を講ずべき無形の民俗文化財」（選択無形民俗文化財）に選択されている[22]
- 室戸岬灯台まつり
- 室津郷馬子唄
- おらんくの室戸大学サマーセミナー[注釈 1]

## 出身･関連著名人

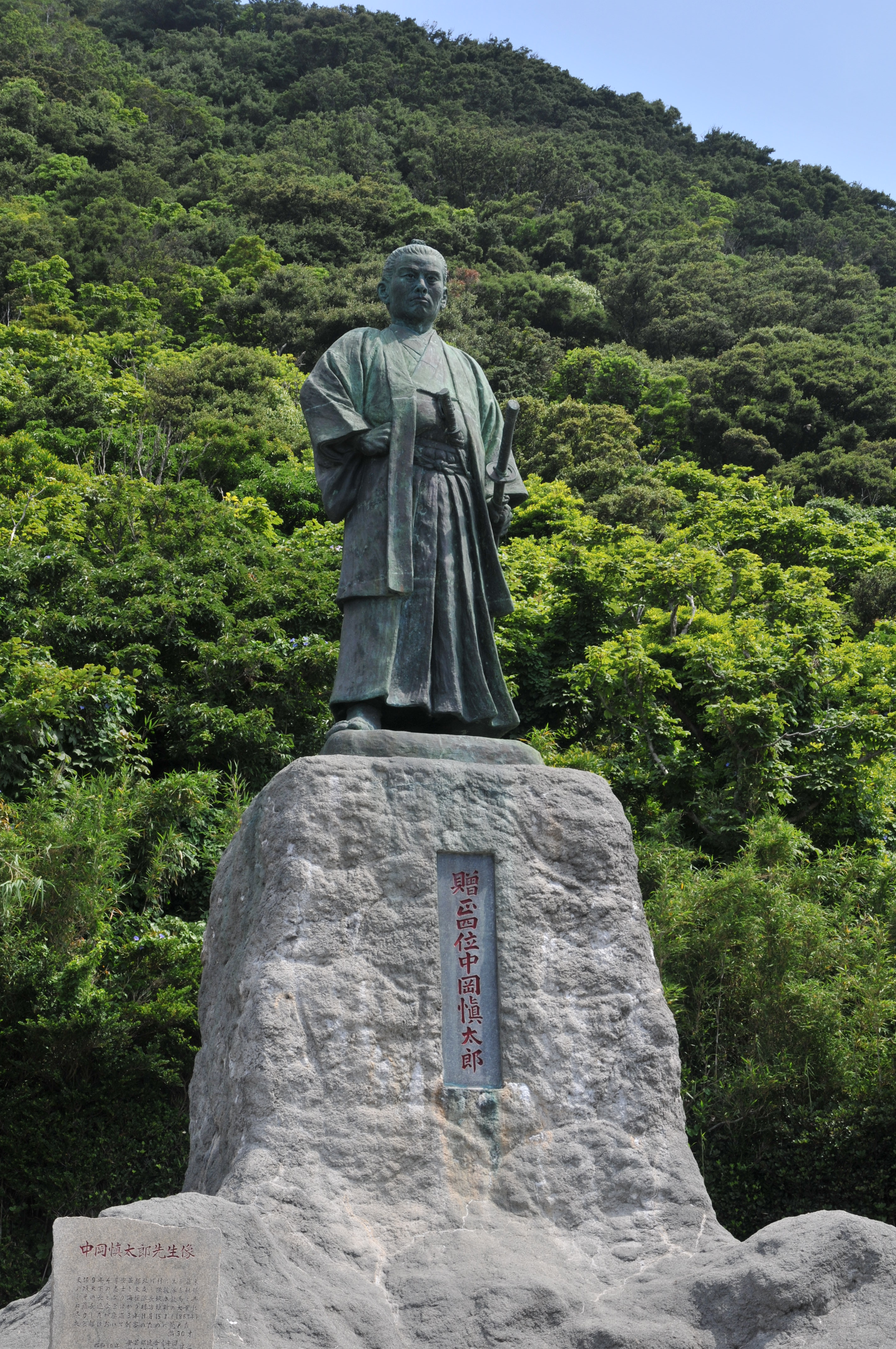
室戸岬 中岡慎太郎像

- 朝潮太郎（大相撲力士（元大関）、のち年寄・高砂親方）
- 久保友之（プロ野球選手、審判）
- 小松剛（プロ野球選手）
- 和気一作（漫画家）
- 小松幹侍（室戸市長）
- 福岡佐智子（ミュージシャン、スーパーバンド）
- 浜窪隆雄（東京大学名誉教授）

ゆかりのある人物
- 中岡慎太郎